# Raymond Cazeaux
Raymond Jerome Cazeaux (Stoke Newington, 18 de febrero de 1882-1 de junio de 1957) fue un futbolista británico que jugó como delantero en el Athletic Club. Aunque se sabe poco de su vida, fue uno de los futbolistas más importantes en los inicios amateurs del Athletic Club, anotando un gol tanto en la final de la Copa de la Coronación de 1902 como en la final de la Copa del Rey de fútbol 1903, torneos que fueron ganados por el club. Anteriormente se creía que Cazeaux era francés y que su nombre era Armand, un error que persistió hasta que una investigación publicada en El Correo en marzo de 2023 descubrió la verdad.

## Biografía
Nacido en Stoke Newington, hijo del comerciante Louis Joseph Edouard Cazeaux, acabó jugando al fútbol en España y en 1902 se unió al recién creado Bizcaya (una combinación de jugadores del Athletic Club y del Bilbao Football Club), que poco después evolucionó hasta convertirse en el actual Athletic Club. Junto a Juan Astorquia, Alejandro de la Sota y Walter Evans, formó parte de los equipos que ganaron la Copa de la Coronación de 1902 (como Bizcaya) y la Copa del Rey de fútbol 1903, en la que Cazeaux contribuyó con el gol decisivo de la victoria por 2-1 sobre el FC Barcelona en la final de 1902, y un gol en la remontada por 3-2 sobre el Madrid FC en la final de 1903. En la final de la Copa del Rey de fútbol 1904, el Athletic volvió a proclamarse vencedor sin disputar ningún partido tras la no comparecencia de su rival. Entre 1902 y 1903 disputó cinco partidos oficiales en los que marcó tres goles (el Athletic de Bilbao contabiliza como propios los partidos disputados por el Vizcaya).

## Honores
- Copa de la Coronación: 1902
- Copa del Rey: 1903, 1904